# Gnaphalium parviflorum
Gnaphalium parviflorum là một loài thực vật có hoa trong họ Cúc. Loài này được Colenso mô tả khoa học đầu tiên năm 1884.